# Vicky Francken
Vicky Francken (Boxtel, 18 maart 1989) is een Nederlandse dichter.
Ze groeide op in Beugen bij Boxmeer en doorliep het Stedelijk Gymnasium Nijmegen. Francken studeerde Frans en vertaalwetenschap aan de Universiteit Utrecht en is thans vertaler uit het Frans en Engels. Francken publiceerde in Hollands Maandblad, Het Liegend Konijn, Revisor en Tirade. Na de Meander Dichtersprijs in 2008 ontving ze de Hollands Maandblad Schrijversbeurs voor Poëzie. In januari 2017 verscheen haar debuut Röntgenfotomodel dat in juni van dat jaar de C. Buddingh'-prijs voor debutanten won, ter waarde van 1.200 euro, tijdens festival Poetry International in Rotterdam. Francken was lid van het Utrechts Stadsdichtersgilde en droeg de Letters 989 t/m 1157 (2018-2022) bij aan de Letters van Utrecht.

## Prijzen
- 2006 - Write Now!-publieksprijs;
- 2008 - Meander Dichtersprijs;
- 2017 - C. Buddingh'-prijs voor Röntgenfotomodel
- 2018 - Jo Peters Poëzieprijs voor Röntgenfotomodel[3]

- Gemeinsame Normdatei: 1129205576
- International Standard Name Identifier: 0000 0003 8790 3036
- Library of Congress Control Number: nb2019014025
- MusicBrainz: cebb0700-eab2-46bf-8178-058e3f3a6f26
- Nederlandse Thesaurus van Auteursnamen: 303017635
- Virtual International Authority File: 280955283